# Bull (film)
Pour les articles homonymes, voir Bull (homonymie).
Pour plus de détails, voir Fiche technique et Distribution.
Bull est un film américain réalisé par Annie Silverstein, sorti en 2019.
Il remporte le Grand prix, le Prix de la critique internationale et le Prix de la Révélation au Festival du cinéma américain de Deauville 2019.

## Fiche technique
- Titre français : Bull
- Réalisation : Annie Silverstein
- Scénario : Annie Silverstein et Johnny McAllister
- Direction artistique : Tommy Love
- Costumes : Sarah Maiorino
- Photographie : Shabier Kirchner
- Montage : Todd Holmes
- Pays d'origine : États-Unis
- Format : Couleurs - 35 mm
- Genre : drame
- Durée : 105 minutes
- Date de sortie :
  - France : 15 mai 2019 (Festival de Cannes 2019)

## Distribution
- Keira Bennett : Chance
- Karla Garbelotto : l'officier Diaz
- Amber Havard : Kris
- Troy Anthony Hogan : Mike
- Rob Morgan : Abe
- Yolonda Ross : Sheila
- Peggy Schott : madame Kelly
- James Schuler : le cowboy
- Lee Stringer : docteur Frank

## Distinctions

### Récompenses
- Festival du cinéma américain de Deauville 2019
  - Grand prix
  - Prix de la critique internationale
  - Prix de la Révélation

### Sélection
- Festival de Cannes 2019 : sélection en section Un certain regard.